# Julien Chotard
Julien Chotard, né le 1er octobre 1853  à Bouvron dans le diocèse de Nantes, et mort 3 novembre 1897 à Tuyên-Quang  au Tonkin, est un prêtre des Missions étrangères de Paris. Missionnaire au Tonkin, il fut le premier curé de Tuyên-Quang au Tonkin occidental — aujourd'hui  dans  le diocèse de Hung-Hoa au sein de l' archidiocèse d'Hanoï au Vietnam.

## Biographie
Julien est le fils de François Chotard (1810-1884), laboureur et charpentier, et de Jeanne Ollivier (1814-1897), du village des Aulnais à Bouvron.
Au cours de son service militaire, qu'il effectue à Lyon entre 1873 et 1878,  il va connaître un événement qui forgera sa vocation ecclésiastique.
Promis à l'amputation d'une jambe atteinte de gangrène à la suite d'un mauvais coup de pied de cheval, il connut une guérison, considérée miraculeuse par ses contemporains, à la suite d'une nuit de prières à l'hôpital, face à la basilique Notre-Dame de Fourvières .
Quand il se trouva libéré de son service militaire, Julien Chotard alla s'installer à Paris en qualité de dentiste. Son but était par là d'assurer à sa mère des ressources suffisantes, ce qui lui permettrait de la laisser seule  et de pouvoir accomplir le vœu qu'il avait fait de se consacrer au service de Dieu à l'étranger.
Il exerçait sa profession quand en 1885, il eût l’occasion de lier sa connaissance avec Jean Claude Bruyère de l'archidiocèse de Lyon, alors aspirant au séminaire des Missions étrangères de Paris. Julien Chotard fut admis comme laïque au séminaire des Missions étrangères de Paris le 8 septembre 1888. 
Il fut ordonné prêtre le 3 juillet 1892, à l'âge de 39 ans. Au lendemain de son ordination sacerdotale, Julien Chotard partait pour le sanatorium de Béthanie, à Hong-Kong.
Vers 1893, le père Julien Chotard fut incorporé à la mission du Tonkin occidental. 
En mars 1895, l'ambulance militaire de Tuyên-Quang réclamait la présence d'un missionnaire. Pierre-Marie Gendreau, évêque d' Hanoï, répondit à la demande qui lui était faite, par l'envoi du Père Chotard.
Depuis le siège de Tuyên-Quang en 1885, la ville hébergeait une garnison de légionnaires fréquemment engagée contre la piraterie chinoise et Julien Chotard était au service de ces légionnaires victimes de cette guerre, des maladies et du tigre qui rodait dans ces collines du Haut-Tonkin.

## La construction de l'église de Tuyen-Quang
Sur un mamelon sur lequel s'élevait autrefois une pagode détruite au moment du siège, Julien Chotard entreprit, dès 1895, la construction d'une église. 
Le 23 mars 1896, le commandant Lyautey écrivait de Tuyên-Quang une lettre qui attestait des nombreux chantiers engagés dans la ville et de celui engagé par le missionnaire : "...rien n'est contagieux comme la truelle, et six maisons en maçonnerie ont poussé dans l’année. Il y en a cinq ou six autres  en instance de terrain. Le missionnaire, piqué d'émulation, bâtit une église...
L'infatigable père travaillait lui-même de ses mains, s'attelait aux énormes madriers et leur faisait gravir la colline. Le résultat le plus immédiat de ce labeur sans trêve ni merci fut la dysenterie qui ne le quitta plus. Les travaux excessifs auxquels il s'était livré avec une ardeur incroyable, sous un soleil ardent, et la dysenterie qui s'en était suivie, avaient miné ses forces. 
Il décéda le 3 novembre 1897 au soir à l'hôpital de l'ambulance militaire où il avait été transporté. 
Au matin du 6 novembre, Tuyên-Quang  tout entier assistait à la messe que célébrait Mathurin Pichaud, et lorsque toutes les cérémonies furent accomplies, la dépouille mortelle du vénéré défunt fut portée, sur les épaules des soldats et des chrétiens auxquels il avait fait tant de bien, au haut de la colline qui domine la ville, dans cette église qu'il avait construite au prix de son repos, de sa santé et de sa vie.
Léon Girod, missionnaire et condisciple de Julien Chotard écrira, en 1899, dans son ouvrage Dix ans de Haut-Tonkin: "«Ce missionnaire remua ciel et terre, le ciel par la prière, la terre par la pioche, pour venir à bout de son entreprise. Aujourd'hui, l'église de Tuyên-Quang s'élève toujours, gracieuse et coquette, dominant la ville» .

## Les 120 ans de l'église
Le 30 octobre 2017, une messe fut concélébrée par l'évêque du diocèse de Hung-Hoa, Jean Marie Vu Tat, le curé de Tuyên-Quang Joseph Nguyen Thai Ha et de nombreux prêtres pour commémorer les 120 ans de la création de la paroisse et de l'achèvement de l'église.
Dans la salle paroissiale, à l'arrière de l'église, le portrait de Julien Chotard est exposé, le premier à gauche, parmi les recteurs qui se succéderont jusqu'à nos jours comme curés de la paroisse catholique de Tuyên-Quang.  

## Le tombeau de Julien Chotard est restauré en 2023
La communauté catholique vietnamienne de Tuyen-Quang a entrepris des travaux importants en 2023. Il s'agit de la construction d'une nouvelle église, face à l'église bâtie par Julien Chotard en 1895-1897, sur ce mamelon qui domine la ville de Tuyen-Quang. La cérémonie de la pose de la première pierre a eu lieu le mercredi 21 juin 2023 avec une messe d'action de grâces sous la présidence de l'évêque du diocèse Dominique Hoang Minh Tien .
la Paroisse a également inauguré un nouveau monument funéraire et a célébré une messe de reconnaissance pour le commémorer le 17 juillet 2023. Ce monument est composé des trois tombeaux des trois premiers curés de Tuyen-Quang : le Père Julien-Marie Chotard (Báu ) 1853-1897, premier curé de 1895 à 1897 ; le Père Jean-Fergus Gauja (Ngoc) 1869-1937, second curé de 1900 à 1937 et le Père Anthony Truong Duc Thinh,  1898 - 16 juillet 1986, troisième curé de 1945 à 1986.
La page Web du diocèse de Hung-Hoa qui relate l’événement précise : "Le Père Julien-Marie Chotard (Báu) était une personne qui s'est dévouée à la mission qui lui a été confiée, a été le premier missionnaire officiellement envoyé par Monseigneur Gendreau (Dong) à Tuyen-Quang, était une personne qui "a remué des montagnes et des rochers. Lors de la construction de la première église ici, il s'est consacré au travail jusqu'à l'épuisement". 
"Père Julien Chotard (Báu) né le 1° octobre 1853 à Bouvron en France  ...  Repose en paix",  est gravé sur la stèle de son tombeau, au-dessous de sa photo .
Il n'est pas oublié, 130 ans après, à mi-chemin entre Hanoï et la frontière chinoise à l'autre bout de la terre dans l'actuelle République Populaire Communiste du Vietnam.